# Лела Радуловић Милошевић
Лела Р. Милошевић Радуловић (1969, Књажевац) је српска социолошкиња и редовна професорка на Филозофском факултету Универзитета у Нишу (Департман за социологију). 
Била је управница Департмана за социјалну политику и социјални рад од 2018. до 2024. године. Њена наставна и истраживачка делатност усмерена је ка социологији старења и социологији образовања. 
Чланица је Српског социолошког друштва и Геронтолошког друштва Србије. 
Објавила је више од сто радова у националним и међународним научним часописима, монографијама и зборницима са националних и међународних конференција и конгреса. Учествовала је у реализацији седам пројеката финансираних од стране Министарства просвете, науке и технолошког развоја Републике Србије, ТЕМПУС програма Европске уније и Републичког секретаријата за јавне политике у сарадњи са PERFORM пројектом и HELVETAS Swiss Intercooperation SRB. Учествовала је на пројекту: Социокултурни аспекти демографске репродукције у југоисточној Србији и могућности изградње пронаталитетске националне стратегије (Огранак САНУ у Нишу).

## Образовање, усавршавање и академска каријера
Лела је дипломирала (1993), магистрирала (2006) и докторирала (2012) социологију на Филозофском факултету Универзитета у Нишу. Усавршавала се Institute of Education, University of London, University College Zealand, Denmark. Запослена је на Филозофском факултету Универзитета у Нишу од 1999. године. У звање редовног професора изабрана 2023. године. Наставно и научно усмерење: социологија старења, образовање, социјална инклузија старијих, социологија омладине и социологија васпитања.

## Наставни предмети
На основним и мастер студијама више департмана Универзитета у Нишу држи предавања из предмета
- Социологија старења
- Старост и старење у савременом друштву
- Социјална инклузија старијих особа
- Образовање за треће доба
- Социологија наставника
- Социологија васпитања и образовања
- Социологија омладине
- Образовање и социјална селекција

## Изабране публикације
Ауторка је уџбеника Социологија старења(2023), коауторка монографије Хуманистичка димензија образовања младих у контексту савремених друштвених промена (2016, са С. Марковић Крстић) и монографије Свакодневица пограничја: општина Књажевац као девастирано подручје(2016, са Д. Стјепановић Захаријевски). 